# Mies Bouhuys
Maria Albertha (Mies) Bouhuys (Weesp, 10 januari 1927 – Amsterdam, 30 juni 2008) was een Nederlandse scenario-, toneel- en kinderboekenschrijfster. Ook schreef ze gedichten. Ze was woonachtig in Amsterdam.
Bouhuys was gehuwd met de dichter Ed. Hoornik. Ze werd opgeleid tot onderwijzeres, maar stond nooit voor de klas. In 1958 trad ze in dienst van de AVRO als regisseuse en scenarioschrijfster van televisiekinderprogramma's, zoals Het mannetje op zolder met in de hoofdrol Leen Jongewaard, als meneer Leeuweriks en Tinkeltje cq Varen is fijner dan je denkt, met Piet Römer, Ageeth Scherphuis, Cecilia Lichtveld en Sepha Dierikx, in de rol van respectievelijk de scheepskok, meneer King, de omroepster Ageeth, mejuffrouw Zeefje en mevrouw Grazia Morena. 
Daarnaast schreef ze de teksten voor Man in de stad, een 16-delige cabaretserie rondom Ton van Duinhoven, die de VARA in 1961 en 1962 op de radio bracht (met muziek van Harry Bannink). Zij was tevens enkele jaren bestuurslid van de Vereniging van Letterkundigen (VvL). In 1979 schreef ze de musical Een broodje boek (met muziek van Joop Stokkermans).
Bouhuys debuteerde al in augustus 1947 met poëzie in Vrij Nederland. Uit verlegenheid wilde ze niet haar eigen naam gebruiken. Een vriendje van haar heette Maurits en dat combineerde ze met een van haar voornamen.In 1948 debuteert ze bij D.A. Daamen's Uitgeversmaatschappij met de gedichtenbundel Ariadne op Naxos, waarvoor zij de Reina Prinsen Geerligsprijs ontving. Hoewel ze ook daarna nog poëzie publiceerde - zoals Blijven kijken (1971) - werd ze vooral bekend door de vele boeken en versjes voor kinderen. In 1966 werd Kinderverhalen (Uitgeverij Holland) door het CPNB bekroond als Kinderboek van het jaar, de voorloper van de huidige Gouden Griffel. Bekend waren ook haar verhaaltjes in rijmvorm over Pim en Pom, twee poezen die allerlei avonturen beleven en die jarenlang in Het Parool verschenen, geïllustreerd door Fiep Westendorp. In 1982 publiceerde zij Anne Frank is niet van gisteren.
In 2002 verscheen een bloemlezing uit haar kinderboekenwerk ter gelegenheid van haar 75e verjaardag, getiteld Voetje van de vloer, vijftig verhalen en versjes van toen en nu.
Mies Bouhuys overleed op 81-jarige leeftijd.

## Activisme
Naast haar literaire werk was Bouhuys ook bekend door haar politieke activisme. In de jaren 50 plaatste ze anti-Duitse haatpropaganda aan de Nederlands-Duitse grens, namelijk borden met Deutsche nicht erwünscht.
Verder zette zij zich jarenlang in voor de Dwaze Moeders in Argentinië, de moeders van onder de dictatuur verdwenen (vermoorde) gevangenen. In 2002 verzette zij zich scherp tegen de mogelijke aanwezigheid van Jorge Zorreguieta bij het huwelijk van zijn dochter Máxima met Prins Willem-Alexander.

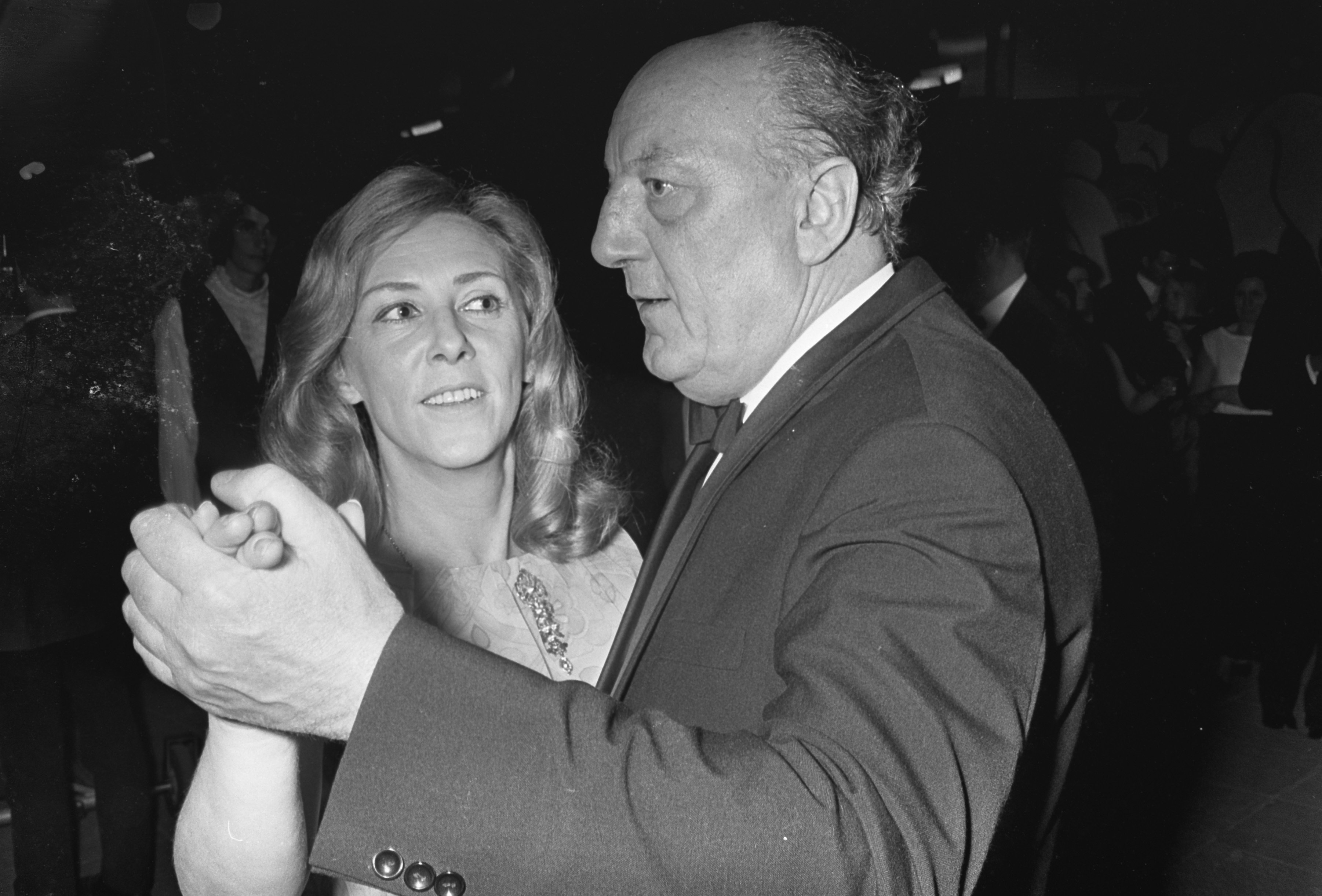
Met Ed Hoornik (Boekenbal 1968)
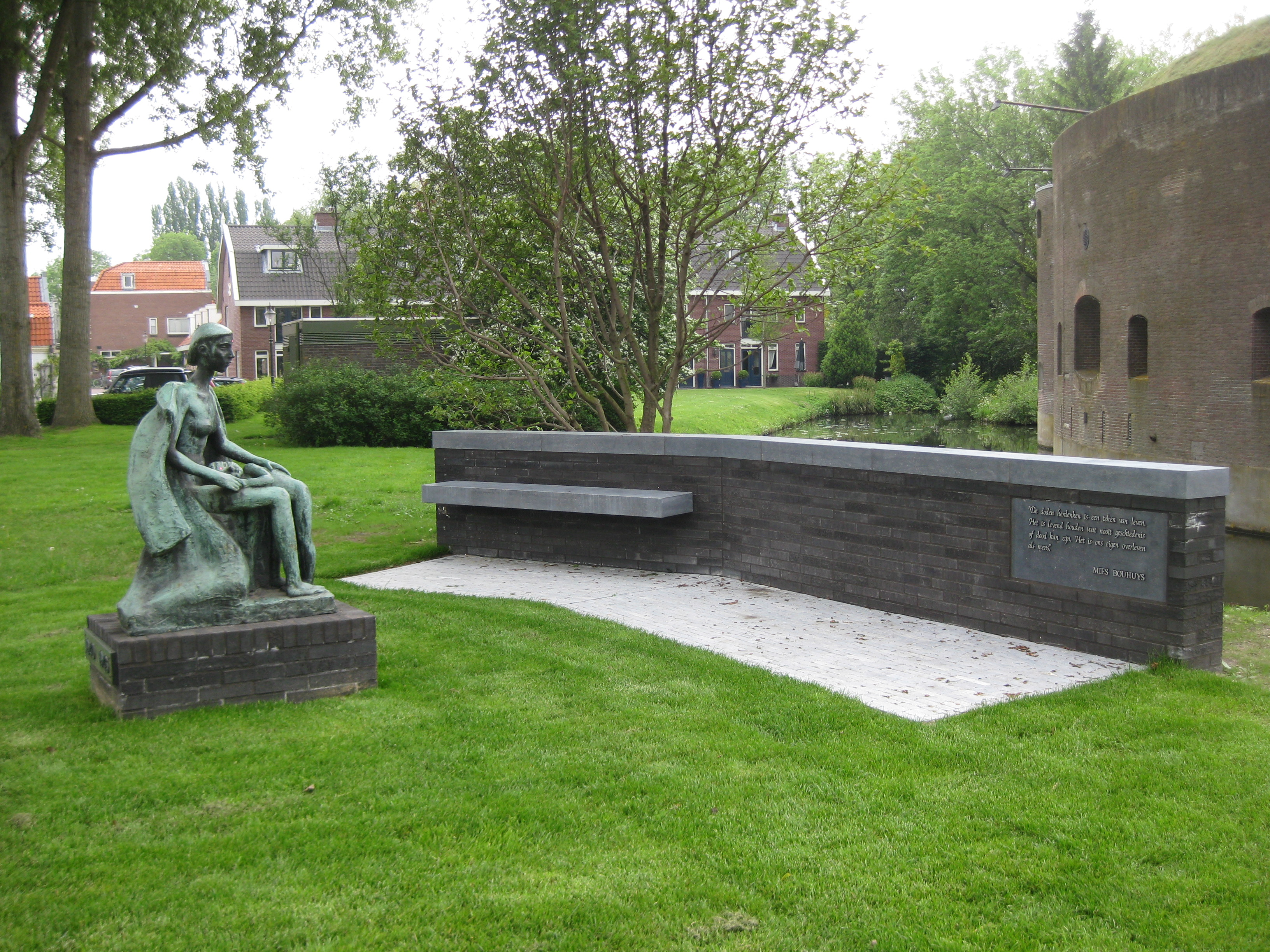
Oorlogsmonument in Weesp met tekst van Bouhuys

### Pim en Pom-reeks
- Pim en Pom (1958, verhaaltjes en versjes)
- Pim en Pom blijven samen (1959, verhaaltjes en versjes)
- Pim en Pom – Nieuwe verhalen (1959, verhaaltjes en versjes)
- Wat een leventje: Verhaaltjes en versjes (1961, verhaaltjes en versjes)
- De koning en de nar: Verhaaltjes en versjes (1961, verhaaltjes en versjes)
- Praatjesmakers: Abc voor de jeugd (1967)
- Pim en Pom-nibus (1969). Herdruk in 1978
- De witte piet, (1970)
- Pim en Pom (1972)
- Tijd voor kattekwaad. Nieuwe avonturen van Pim en Pom (1982)
- Pim en Pom blijven vriendjes (2005)
- Sint en kerst met Pim & Pom (2007)
- Luistervriendjes (2011, liedjes en versjes)
- Poezenmanieren (2014, versjes)
- Het grote avontuur (2014, boekversie van film)
- Zing mee met Pim & Pom (2014, liedjes) - met Joren van der Voort

### Biografie-bron
Omdat ik in de wereld loop = Because I walk in the world : Mies Bouhuys 1927-2008 : schrijver en activiste = writer and activist, Nederlandse tekst Karin Snoep ; Engelse vertaling [uit het Nederlands] Klaas Levelt & Simone Levelt ; redactionele begeleiding Herman Divendal, Rosalita Kwakernaak-Zweep, uitgever: Stichting "in den Vreemde", Haarlem, (2014), met literatuur opgave